# Пыжовский
Пыжовский — опустевший поселок в Тёпло-Огарёвском районе Тульской области в составе сельского поселения Волчье-Дубравское.

## География
Поселок находится в южной части Тульской области на расстоянии приблизительно 22 км на юг-юго-восток от посёлка Тёплое, административного центра района.

## История
В 1926 году здесь (поселок Крапивенского уезда Тульской губернии) было учтено 24 двора, в 1939 году — также 24. По состоянию на 2020 год представляет собой урочище.

## Население
Постоянное население составляло 175 человек (1926 год), 0 как в 2002 году, так и в 2010.